# Внутренняя агонистическая активность

Спектр эффективности рецепторных лигандов

Внутренняя агонистическая активность или «внутренняя активность», «агонистическая активность» (intrinsic activity, agonistic activity), или «рецепторная эффективность» (receptor efficacy), «эффективность по отношению к рецептору» (efficacy at the receptor), коротко называемая «эффективность» (efficacy) в контексте фармакологии — термин, которым обозначают меру относительной (по сравнению с эндогенным агонистом — лигандом тех же рецепторов) способности комплекса лиганда (например, лекарства) с рецептором производить максимальный физиологический ответ.
Внутреннюю агонистическую активность не следует путать с константой диссоциации (аффинностью вещества к рецептору, receptor affinity), которая является мерой способности лиганда связываться с его молекулярной мишенью (в нашем случае — с клеточным рецептором). Также не следует путать внутреннюю агонистическую активность с EC50, которая является мерой потентности вещества (potency) и которая пропорциональна как его внутренней агонистической активности по отношению к данному подтипу рецепторов, так и его аффинности к этому же подтипу рецепторов. Такое использование термина «эффективность по отношению к рецептору», «рецепторная эффективность» (или просто «эффективность», в контексте фармакологии), и синонимичный термин «внутренняя агонистическая активность» были впервые предложены Стивенсоном в 1956 году для количественного описания меры того, как разные агонисты отличаются от физиологического эндогенного агониста по их способности производить максимальный физиологический эффект, даже занимая то же самое количество рецепторов, что и эндогенный агонист (или даже занимая все доступные рецепторы). Высокоэффективные агонисты способны производить близкий к максимальному (и практически неотличимый от эффективности эндогенного агониста, принимаемой за 100 %) физиологический эффект в той или иной рецепторной системе, даже занимая сравнительно малый процент от общего количества доступных в этой системе рецепторов. Такие агонисты называют «полными агонистами» (full agonist). Суперагонисты (superagonist) способны производить максимальный физиологический эффект, превышающий максимальный физиологический эффект эндогенного агониста. Существование суперагонистов является редко наблюдаемым случаем в фармакологии, поскольку рецепторные белки в ходе эволюции «специализировались» именно на максимально эффективном взаимодействии с эндогенным агонистом, а не с экзогенными веществами.
Агонисты с меньшей внутренней агонистической активностью (иначе говоря, менее эффективные агонисты) — являются менее эффективными, чем эндогенный агонист, в отношении вызывания максимального физиологического ответа рецепторной системы, менее эффективно (с меньшей вероятностью) стабилизируя пространственную конфигурацию рецептора в активированном состоянии. Поэтому они могут оказаться не способными вызывать максимальный физиологический ответ такой же величины, как и эндогенный агонист (или как любые другие более эффективные агонисты), даже при 100 % полной занятости всех доступных рецепторов, поскольку вероятность трансформации связавшегося с таким агонистом рецептора из неактивной пространственной конфигурации в активную может быть недостаточно высока, чтобы вызвать максимально возможный физиологический ответ данной рецепторной системы. Поскольку наблюдаемый максимальный физиологический ответ в такой системе может быть меньше максимального достижимого при воздействии эндогенного агониста, по крайней мере в биологических системах без рецепторного резерва («запасных рецепторов»), то некоторые агонисты с низкой внутренней агонистической активностью (со значительно меньшей эффективностью, чем у эндогенного агониста) принято называть и определять как «частичные агонисты» или «парциальные агонисты» (partial agonist).
Однако при применении терминов «полный агонист» и «частичный (или парциальный) агонист» на практике всегда следует иметь в виду, что эти термины являются относительными, и что не существует никакой чётко установленной грани между так называемыми «полными» и так называемыми «частичными» агонистами, а классификация агонистов на полные и частичные в достаточной мере условна. Даже многие относительно слабые парциальные агонисты могут в другом эксперименте или в другой системе отсчёта (например, когда в эксперименте измеряется другой параметр физиологического ответа на агонистическую стимуляцию) выглядеть и вести себя как полные или практически полные агонисты. Например, это может происходить потому, что при увеличении общего количества доступных рецепторов и их достаточно большом (большем, чем в первом эксперименте, где агонист посчитали парциальным) количестве даже относительно малого количества активировавшихся при связывании со слабым парциальным агонистом рецепторов может быть достаточно для вызывания максимального физиологического эффекта всей рецепторной системы в целом, даже несмотря на то, что каждый конкретный, отдельно взятый, индивидуальный агонист-рецепторный комплекс проявляет сравнительно малую эффективность в передаче сигнала и активации внутриклеточных сигнальных путей.
Важно понимать, что на самом деле существует относительно мало истинных полных агонистов (то есть, соединений с внутренней агонистической активностью или рецепторной эффективностью, в точности равной 100 % от эффективности эндогенного агониста) и так же относительно мало истинных «молчаливых» или «нейтральных» антагонистов (то есть, соединений с внутренней агонистической активностью или рецепторной эффективностью, в точности равной нулю). Многие соединения, обычно считающиеся «полными агонистами» тех или иных рецепторов (такие, как DOI, DOB), в действительности следовало бы более точно описывать как высокоэффективные (то есть обладающие высокой внутренней агонистической активностью) парциальные агонисты. В большинстве биохимических и физиологических экспериментальных систем парциальный агонист с эффективностью (внутренней агонистической активностью), превышающей ~ 80-90 % (а иногда даже с активностью, превышающей 70 %) невозможно или практически невозможно отличить от истинного полного агониста (с внутренней агонистической активностью, равной 100 %). Аналогично многие вещества, традиционно считающиеся «антагонистами» (например, антагонист опиоидных рецепторов налоксон), на самом деле при более внимательном изучении часто оказываются либо парциальными агонистами с очень низкой эффективностью (менее чем 10-20 %, что не позволяет отличить их от «молчаливых» или «нейтральных» антагонистов в большинстве экспериментальных систем, где физиологический ответ, меньший ~ 10-20 %, очень трудно зарегистрировать и отличить от нуля), либо же они оказываются «обратными агонистами» (соединениями с отрицательной внутренней активностью или рецепторной эффективностью, то есть не просто «молча затыкающими» рецептор, а стабилизирующими его в неактивном состоянии и производящими физиологический эффект, противоположный эффекту воздействия агонистов).
Вещества, традиционно описываемые как «парциальные агонисты», обычно имеют тенденцию проявлять внутреннюю агонистическую активность в диапазоне между этими двумя случаями (то есть между 10-20 % и 70-90 %).
Не во всех экспериментальных физиологических системах технически возможно провести различие между «обратным агонистом» и молчаливым (нейтральным) антагонистом, поэтому многие вещества, ранее считавшиеся нейтральными, молчаливыми антагонистами, ныне, с уточнением данных, классифицируются как обратные агонисты. В частности, таковы антигистаминные средства. Также не во всех экспериментальных физиологических системах можно провести различие между «полным агонистом» (с эффективностью, равной 100 %, или даже, как упоминалось выше, частичным агонистом с высокой активностью, превышающей ~ 80-90 %) и «суперагонистом» (веществом, способным продуцировать физиологический ответ более сильный, чем физиологический агонист). Фактически, большинство экспериментальных моделей не приспособлены для выявления «суперагонистов» (и часто не приспособлены или плохо приспособлены для выявления «обратных агонистов»).
Частным случаем наличия внутренней агонистической активности является так называемая «внутренняя симпатомиметическая активность» многих β-адреноблокаторов. Благодаря наличию внутренней симпатомиметической активности эти β-адреноблокаторы вызывают меньший бронхоспазм, менее выраженную брадикардию, особенно мало влияя на частоту сердечных сокращений в покое (но предотвращая избыточную кардиостимуляцию при нагрузке), дают меньшую периферическую вазоконстрикцию (или даже обладают вазодилатирующими свойствами), меньше влияют на переносимость физических нагрузок и обмен веществ, реже вызывают депрессию по сравнению с β-адреноблокаторами, не обладающими внутренней симпатомиметической активностью (то есть являющимися «нейтральными антагонистами» β-адренорецепторов). Однако они также менее эффективны в качестве антиаритмических и антиангинальных средств и менее эффективно ограничивают тахикардию при физических нагрузках, волнении, тревоге, стрессе, по сравнению с β-адреноблокаторами, не обладающими внутренней симпатомиметической активностью.
| Лиганд                | Описание | Процент рецепторной эффективности (E)        | Процент рецепторной эффективности (E) | Процент рецепторной эффективности (E) | Процент рецепторной эффективности (E) | Процент рецепторной эффективности (E) |
| --------------------- | --- | -------------------------------------------- | ------------------------------------- | ------------------------------------- | ------------------------------------- | ------------------------------------- |
| Суперагонист          | Внутренняя агонистическая активность и рецепторная эффективность выше, чем у эндогенного агониста; наблюдается редко, поскольку белки рецепторов эволюционно совершенствовались именно под связывание с эндогенным агонистом; также не во всех экспериментальных моделях возможно провести различие между «суперагонистом» и полным агонистом или высокоэффективным парциальным агонистом |                                              |                                       | E > 100 %                             |                                       |                                       |
| Полный агонист        | Внутренняя агонистическая активность и рецепторная эффективность в точности равна принимаемой за 100 % эффективности эндогенного агониста; строгое равенство агонистической активности 100 % — редко наблюдаемый случай, который к тому же трудно установить экспериментально; большинство «полных агонистов» есть на самом деле парциальные агонисты с высокой рецепторной эффективностью (> ~ 70-90 %) | E=100 % (по строгому определению теории)     |                                       | E>~70-90 % (на практике)              |                                       |                                       |
| Парциальный агонист   | Внутренняя агонистическая активность и рецепторная эффективность меньше, чем у эндогенного агониста — производит меньший физиологический эффект даже при полной (~ 100 %) занятости рецепторов. | 0 %<E<100 % (по строгому определению теории) |                                       | 10-20 %<E<70-90 % (на практике)       |                                       |                                       |
| Молчаливый антагонист | Аффинность при полном отсутствии внутренней агонистической активности (эффективности) — не производит вообще никакого физиологического эффекта сам по себе, лишь блокирует рецептор, предотвращая связывание агонистов; строгое равенство агонистической активности нулю — редко наблюдаемый случай, который к тому же трудно установить экспериментально; большинство веществ, считающихся «молчаливыми антагонистами» есть на самом деле слабые парциальные агонисты с низкой рецепторной эффективностью (< ~ 10-20 %) или же обратные агонисты.                                                                                   | E=0 % (по строгому определению теории)       |                                       | 0 %<E<~10-20 % (на практике)          |                                       |                                       |
| Обратный агонист      | Отрицательная внутренняя агонистическая активность и эффективность (производит физиологический эффект, противоположный эффекту агонистов, то есть «выключает» конституциональную внутреннюю активность рецептора, стабилизирует его в «выключенном» состоянии). Не во всех экспериментальных физиологических системах технически возможно провести различие между «обратным агонистом» и молчаливым (нейтральным) антагонистом, поэтому многие вещества, ранее считавшиеся нейтральными, молчаливыми антагонистами, ныне, с уточнением данных, классифицируются как обратные агонисты. В частности, таковы антигистаминные средства. |                                              |                                       | E<0 %                                 |                                       |                                       |